# 차성훈
차성훈(본명 : 김성훈, 1972년 5월 18일 ~ )은 대한민국의 배우이다.

## 학력
- 중앙대학교 연극영화과 학사

## 출연작

### 영화
- 《해가 서쪽에서 뜬다면》 (1998년) - 이상경 역
- 《해피엔드》 (1999년) - 순경 1 역
- 《파이란》 (2001년) - 용식 운전수 역
- 《광식이 동생 광태》 (2005년) - 까페 남종업원 역
- 《Mr. 로빈 꼬시기》 (2006년) - 남직원 4 역

### 드라마
- 《고맙습니다》 (2007년, MBC) - 기서의 싸움을 말리는 의사 역
- 《헬로! 애기씨》 (2007년, KBS2) - '드림바디'의 스탭 역
- 《얼렁뚱땅 흥신소》 (2007년, KBS2) - 연보흥기자 역
- 《대왕세종》 (2008년, KBS) - 야마다 역
- 《떼루아》 (2008년, SBS) - 매니저 역
- 《녹색마차》 (2009년, SBS) - 오 변호사 역
- 《보석비빔밥》 (2009년, MBC) - 박 기사 역
- 《분홍립스틱》 (2010년, MBC) - 윤 비서 역
- 《검사 프린세스》 (2010년, SBS) - 경찰 역
- 《파라다이스 목장》 (2011년, SBS) - 승마대회 진행자 역
- 《반짝반짝 빛나는》 (2011년, MBC) - 의사 역
- 《강력반》 (2011년, KBS2) - 검시관 역
- 《최고의 사랑》 (2011년, MBC) - 기자 역
- 《내게 거짓말을 해봐》 (2011년, SBS) - 기자 역
- 《여인의 향기》 (2011년, SBS) - 법원 직원 역
- 《보스를 지켜라》 (2011년, SBS) - 기자 역
- 《오작교 형제들》 (2011년~2012년, KBS2) - 의사 역
- 《넝쿨째 굴러온 당신》 (2012년, KBS2) - 남자배우 역
- 《신들의 만찬》 (2012년, MBC) - 택시기사 역
- 《보통의 연애》 (2012년, KBS2) - 의사 역
- 《신사의 품격》 (2012년, SBS) - 자동차 정비소 직원 역
- 《추적자 THE CHASER》 (2012년, SBS) - 염하는 남자 역
- 《유령》 (2012년, SBS) - 기자 역
- 《각시탈》 (2012년, KBS2) - 의사 역
- 《빅》 (2012년, KBS2) - 의사 역
- 《KBS 드라마 스페셜 - 내가 우스워 보여?》 (2012년, KBS2) - 은행 직원 역
- 《아랑사또전》 (2012년, MBC) - 마을 사람 역
- 《세상 어디에도 없는 착한남자》 (2012년, KBS2) - 의사 역
- 《청담동 앨리스》 (2012년~2013년, SBS) - 의사 역
- 《지성이면 감천》 (2013년, KBS1) - 김 비서 역
- 《맏이》 (2013년, JTBC) - 선배검사 역
- 《비밀》 (2013년, KBS2) - 점장 역
- 《왔다! 장보리》 (2014년, MBC) - 박 검사 역
- 《개과천선》 (2014년, MBC) - 영우비서 역[3]
- 《운명처럼 널 사랑해》 (2014년, MBC) - 여성잡지 기자 역
- 《너를 기억해》 (2015년, KBS2) - 의사 역
- 《그래, 그런거야》 (2016년, SBS)
- 《불어라 미풍아》 (2016년, MBC)
- 《행복을 주는 사람》 (2017년, MBC)
- 《돌아온 복단지》 (2017년, MBC)